# Stazione di Heathrow Terminals 2 & 3
La stazione di Heathrow Terminal 2 & 3 è una stazione ferroviaria che serve i Terminal 2 e 3 dell'aeroporto intercontinentale di Londra-Heathrow. La stazione è quella d’ingresso nell’aeroporto del raccordo che si separa della Great Western Main Line presso Hayes & Harlington.

## Impianto
È adiacente all’omonima stazione della metropolitana, e come le fermate degli altri terminal è gestita direttamente dalle autorità aeroportuali.
La stazione si trova nella Travelcard Zone 6.

## Movimento
I servizi sono operati dalla Elizabeth Line e dall’Heathrow Express.
La frequenza TfL è di 2 treni per ora per Abbey Wood via Paddington e di 2 treni per ora di servizio navetta da Heathrow Terminal 4.
A partire dal maggio 2023 è previsto l'inizio del servizio per l'altro capolinea orientale della linea Elizabeth, la Stazione di Shenfield.

## Interscambi

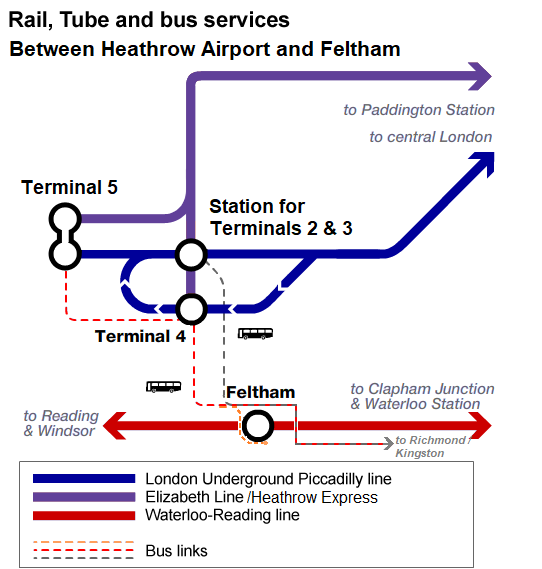
Mappa degli interscambi con le stazioni ferroviarie.

La stazione forma un interscambio con l'adiacente e omonima stazione della metropolitana, servita dalla linea Piccadilly.